# Yahoo Together
Yahoo Together (ancien nom Yahoo Squirrel) était une messagerie de groupe instantanée gratuite multiplateformes développée en 2018 par Yahoo à la suite de l'arrêt de sa messagerie Yahoo Messenger en juillet 2018,.
Ce nouveau projet de Yahoo pour remplacer le service Yahoo Messenger fut un énorme échec commercial ; en effet, en mai 2019 Yahoo annonça aussi l’arrêt de celui-ci, dû à sa très faible utilisation par les utilisateurs, ayant déjà pris de nouvelles habitudes avec d'autres messageries (notamment avec WhatsApp, Facebook Messenger, Skype...).

## Fonctionnement
Fonctionnant sur Android et IOS, avec la fonction Voix sur IP, elle n'est accessible que sur invitation. L'une de ses particularités est le non-partage automatique des contacts.